# Bulbul castany
El bulbul castany (Hemixos castanotus) és una espècie d'ocell de la família dels picnonòtids (Pycnonotidae). Es troba a la Xina, Hong Kong i Vietnam. Els seus hàbitats principals són els boscos tropicals i subtropicals de frondoses humits de les terres baixes, els matollars humits tropicals i subtropicals i les àrees forestals fortament degradades. El seu estat de conservació es considera de risc mínim.